# Giảm dung lượng máu
Giảm dung lượng máu, còn được gọi là suy giảm thể tích máu / giảm thể tích máu, là tình trạng giảm thể tích nội mạch. Điều này có thể là do mất cả muối và nước hoặc giảm thể tích máu. Giảm dung lượng máu đề cập đến việc mất dịch ngoại bào và không nên nhầm lẫn với mất nước. Mất nước liên quan đến mất nước quá mức trong cơ thể dẫn đến tình trạng ưu trương tế bào (mất chất lỏng tương đối đáng kể trong từng tế bào).
Giảm dung lượng máu được gây ra bởi một loạt các sự kiện khác nhau, nhưng chúng có thể được đơn giản hóa thành hai loại: những trường hợp liên quan đến chức năng thận và những trường hợp không. Các dấu hiệu và triệu chứng của giảm dung lượng máu trở nên tồi tệ hơn khi lượng chất lỏng bị mất tăng lên. Ngay lập tức hoặc ngay sau khi mất chất lỏng nhẹ, người ta có thể bị nhức đầu, mệt mỏi, yếu, chóng mặt hoặc khát nước (như khi truyền máu, tiêu chảy, nôn mửa). Giảm dung lượng máu không được điều trị hoặc mất thể tích quá mức và nhanh chóng có thể dẫn đến sốc giảm thể tích . Các dấu hiệu và triệu chứng của sốc giảm thể tích máu bao gồm tăng nhịp tim, huyết áp thấp, da nhợt nhạt hoặc lạnh và thay đổi trạng thái tinh thần. Khi những dấu hiệu này xuất hiện, cần thực hiện hành động ngay lập tức để khôi phục dung lượng máu bị mất.

## Dấu hiệu và triệu chứng
Các dấu hiệu và triệu chứng của tiến trình giảm dung lượng máu khi tăng thể tích chất dịch.
Các triệu chứng ban đầu của giảm dung lượng máu bao gồm đau đầu, mệt mỏi, yếu, khát nước và chóng mặt.
Các dấu hiệu và triệu chứng nghiêm trọng hơn thường liên quan đến sốc giảm thể tích máu. Chúng bao gồm thiểu niệu, tím tái, đau bụng và ngực, hạ huyết áp, nhịp tim nhanh, bàn tay và bàn chân lạnh và thay đổi dần tình trạng tâm thần.